# Magdasz
Magdasz – zniesiona część Koniecpola, położona w jego zachodniej części. Rozpościera się wzdłuż ulicy o nazwie Przedmieście Magdasz. Do 1954 samodzielna wieś. Na Magdaszu znajduje się stacja kolejowa Koniecpol Magdasz.
Nazwę zniesiono 1 stycznia 2025.

## Historia
W latach 1867–1954 Magdasz należał do gminy Koniecpol w powiecie radomszczańskim. W Kongresówce przynależała do guberni piotrkowskiej, a w II RP do woj. łódzkiego, gdzie 2 listopada 1933 wraz z wsią Przysieka utworzyły gromadę o nazwie Magdasz w gminie Koniecpol.
Podczas II wojny światowej włączony do Generalnego Gubernatorstwa. Po wojnie powrócono do stanu sprzed z 1939, a Magdasz stanowił jedną z gromad gminy Koniecpol.
W związku z reformą znoszącą gminy jesienią 1954 roku, gromadę Magdasz (Magdasz i Przysiekę) włączono do Koniecpola, który równocześnie przyłączono do powiatu włoszczowskiego w woj. kieleckim. Obecnie należy do powiatu częstochowskiego w województwie śląskim.